# 室内适当响度
室内适当响度是德国租房法中的一个法律概念。它的意思是，由比如说话、音乐或者电器设备引起的噪音、或者吵杂声，在住宅外面，特别是在干扰性声音来源的上面、下面或者是侧面的房间，应该几乎感觉不到。依据这个概念，噪音应当被限制在噪音来源所在的房间。在德国，没有一个法律上规定的作为标准值的声压等级或者额定声级，以便衡量超过这个等级就违反了“室内适当响度”。